# 山崎清 (経済学者)
山崎 清（やまざき きよし、1918年5月9日 - ）は、日本の経済学者・経営学者。
東京生まれ。早稲田大学法学部仏法学科卒。三菱経済研究所、貿易研修センター勤務、東洋大学経営学部教授。89年杏林大学教授。

## 著書
- 『アメリカの会社 日本人の欲望を狙う商魂』光文社 カッパ・ビジネス 1963
- 『GM ゼネラル・モーターズ 巨大企業の経営戦略』中公新書 1969
- 『国際経営入門 多国籍化の戦略と構造』日本経済新聞社 日経新書 1972
- 『日米欧=自動車パワー 世界的再編のシナリオ』ダイヤモンド社 1981
- 『アメリカのビッグビジネス 企業文明の盛衰』日本経済新聞社 1986
- 『グローバル・ビジネスの戦略 』講談社現代新書、1988

### 共編著
- 『世界の大企業 ビッグ・ビジネス』編 至誠堂 1960
- 『多国籍企業の経済学』小林規威,土井輝生共著 毎日新聞社 エコノミスト選書　1975
- 『外資系企業』竹田志郎共著 教育社新書 産業界シリーズ　1976
- 『異色企業の時代 世界48社飛躍の秘密』井上隆一郎共編 プレジデント社 1978
- 『世界大企業80年代の戦略』井上隆一郎共編 プレジデント社 1979
- 『国際的経営の構築』編著 ビジネス教育出版社 叢書・現代経営学の課題 1980
- 『テキストブック国際経営』竹田志郎共編 有斐閣ブックス 1982
- 『国際テクノ戦略 「後発性の利益」を超えて』林吉郎共編著 有斐閣選書 1984

### 翻訳
- スヴエーストラフ・ミンコフ『もう一つのアメリカ』天佑書房 1943
- J.M.ストップフォード, L.T.ヴェルズ『多国籍企業の組織と所有政策 グローバル構造を超えて』ダイヤモンド社 1976
- R.ギルピン『多国籍企業没落論 アメリカの世紀は終わったか』ダイヤモンド社 1977